# Maja Savić
Maja Savić, née le 29 avril 1976 à Ivangrad en RFS de Yougoslavie (aujourd'hui Berane au Monténégro), est une handballeuse monténégrine.
Avec les équipes nationales du RF Yougoslavie/Serbie-et Monténégro puis du Monténégro, elle a notamment été médaillée de bronze au championnat du monde 2001 et médaillée d'argent aux Jeux olympiques de 2012.

## Palmarès

### Club
compétitions internationales
- vainqueur de la Ligue des champions en 2005, 2007 et 2012
- vainqueur de la Coupe des vainqueurs de coupe (1) : 2009
- Vainqueur de la Ligue régionale des Balkans (1) : 2012

compétitions nationales
- Vainqueur du Championnat de RF Yougoslavie/Serbie-et-Monténégro (10) : 1994, 1995, 1997, 1998, 1999, 2000, 2001, 2002, 2003, 2004
- Vainqueur de la Coupe de RF Yougoslavie/Serbie-et-Monténégro (6) : 1995, 1997, 1998, 2000, 2001, 2002
- Vainqueur du Championnat du Monténégro (1) : 2012
- Vainqueur de la Coupe du Monténégro (1) : 2012
- Vainqueur du Championnat du Danemark (2) : 2005, 2007
- Vainqueur de la Coupe du Danemark (1) : 2010

### Équipe nationale
- Médaillée de bronze au championnat du monde 2001 en Italie.
- Médaillée d'argent aux Jeux olympiques de 2012 à Londres ( Royaume-Uni).

### Distinctions individuelles
- élue meilleure ailière gauche du championnat du monde 2001
- élue meilleure ailière gauche du championnat du Danemark en 2006[1]